# Pete Newell Big Man Award
Le Pete Newell Big Man Award est un trophée remis par la National Association of Basketball Coaches depuis 2000. Il est décerné au meilleur pivot évoluant dans le championnat universitaire américain. Ce trophée est nommé en l'honneur de l'entraîneur Pete Newell.

## Palmarès
| Année | Joueur            | Équipe                   |
| ----- | ----------------- | ------------------------ |
| 2000  | Marcus Fizer      | Cyclones d'Iowa State    |
| 2001  | Jason Collins     | Cardinal de Stanford     |
| 2002  | Drew Gooden       | Jayhawks du Kansas       |
| 2003  | David West        | Musketeers de Xavier     |
| 2004  | Emeka Okafor      | Huskies du Connecticut   |
| 2005  | Andrew Bogut      | Utes de l'Utah           |
| 2006  | Glen Davis        | Tigers de LSU            |
| 2007  | Greg Oden         | Buckeyes d'Ohio State    |
| 2008  | Michael Beasley   | Wildcats de Kansas State |
| 2009  | Blake Griffin     | Sooners de l'Oklahoma    |
| 2010  | Greg Monroe       | Hoyas de Georgetown      |
| 2011  | JaJuan Johnson    | Boilermakers de Purdue   |
| 2012  | Anthony Davis     | Wildcats du Kentucky     |
| 2013  | Mason Plumlee     | Blue Devils de Duke      |
| 2014  | Patric Young      | Gators de la Floride     |
| 2015  | Jahlil Okafor     | Blue Devils de Duke      |
| 2016  | Jakob Pöltl       | Utes de l'Utah           |
| 2017  | Caleb Swanigan    | Boilermakers de Purdue   |
| 2018  | Marvin Bagley III | Blue Devils de Duke      |
| 2019  | Ethan Happ (en)   | Badgers du Wisconsin     |
| 2020  | Luka Garza        | Hawkeyes de l'Iowa       |
| 2021  | Luka Garza (2)    | Hawkeyes de l'Iowa       |
| 2022  | Oscar Tshiebwe    | Wildcats du Kentucky     |
| 2023  | Zach Edey         | Boilermakers de Purdue   |
| 2024  | Zach Edey (2)     | Boilermakers de Purdue   |
| 2025  | Johni Broome      | Tigers d'Auburn          |